# Germinal (roman)
Germinal (1885) este a treisprezecea carte din ciclul de douăzeci de romane a lui Émile Zola, Les Rougon-Macquart. Considerată de mulți capodopera lui Zola, cartea este una din cele mai importante opere din literatura franceză. Titlul romanului are valoare simbolică, în calendarul republican francez, Germinal însemnând numele primei luni de primăvară, atunci când germenii încolțesc în pământ pregătindu-se pentru recolta viitoare.  
Romanul a fost tradus în românește de Oscar Lemnaru în colecția „Biblioteca pentru toți” a Editurii pentru Literatură în anul 1960.

## Rezumat
Germinal este un roman realist cu puternice accente naturaliste, simbolizând o lume a speranței. Acțiunea se petrece într-o colonie de muncitori (mineri), unde apar contradicțiile inerente între membrii unei comunități stratificate social.
Acțiunea romanului are loc într-un oraș fictiv, Montsou, și urmărește jurnalul lui Etienne Lantier.
Etienne, un tânăr mecanic recent concediat din cauza faptului că și-a lovit șeful, se plimba în căutarea unui loc de muncă. Întâlnește un angajat al minei de cărbuni, pe Bonnemort, care îl ajută să se angajeze acolo sub conducerea fiului său, Maheu. Acesta având o famile formată din șapte copii și soția. În această mină lucra și fiica acestuia Catherine de care se simte atras Etienne. Între ei înfiripându-se o iubire platonică provocând antipatia lui Chaval, un pretendent al fetei. Etienne este îngrozit de condițiile de muncă din mină și devine frustrat de faptul că oamenii de acolo muncesc din greu pentru un salariu infim.
Într-una din zile, o cădere de stâncă omoară unul dintre muncitori și îl rănește și pe fiul lui Maheu.
Etienne găsește că este momentul potrivit pentru a porni o grevă. Cei care i s-au alăturat au început să dea dovadă de o violență exagerată, atacând celelalte mine și inclusiv pe muncitorii din ele.
Compania, din cauza lipsei de personal, angajează muncitori belgieni, iar lucrul acesta îi infurie teribil pe ceilalți mineri, care încearcă să atace din nou minele, dar sunt atacați la rândul lor de gardieni, care îi omoară pe câțiva dintre ei, printre care si pe Maheu. Soția acestuia îl acuză pe Etienne pentru situația în care se află, iar alături de ea în această convingere sunt și alți greviști.